# Jacques Giraldeau
Jacques Giraldeau (né à Montréal le 16 juillet 1927 et mort le 28 février 2015  dans la même ville,) est un réalisateur, directeur de la photographie, scénariste, producteur et monteur québécois.

## Biographie
Jacques Giraldeau commence sa carrière à l’Office national du film du Canada (ONF) en 1950. Il fonde en 1952, sa propre maison de production, Studio 7. Puis, en 1963, dans l’effervescence entourant la création du Programme français, il se joint de nouveau à l’ONF, où il travaille jusqu’en 1995,.
En 1963, il est l’un des cofondateurs de la Cinémathèque québécoise. Avant tout documentariste, il consacre la majeure partie de son œuvre à témoigner de l’évolution des arts visuels au Québec, sur une période de plus de 50 ans.
À Val-David, il participe au rassemblement d’artistes des Créateurs associés (1975-1995) et pratique la gravure à l’Atelier de l’Île.

## Filmographie

### Réalisateur
- 1951 : La neige a neigé
- 1956 : Les bateaux de neige
- 1957 : Viendra le jour
- 1962 : La soif de l'or
- 1962 : Le vieil âge
- 1963 : La cité idéale (3e partie) - La ville et sa région
- 1963 : La cité idéale (4e partie) - Le cœur de la ville
- 1963 : La cité idéale (5e partie) - La ville est-elle habitable ?
- 1963 : La cité idéale (6e partie) - La ville et son avenir
- 1964 : Au hasard du temps
- 1964 : La courte échelle
- 1965 : Élément 3
- 1967 : Gros-Morne
- 1968 : Les fleurs c'est pour Rosemont
- 1969 : Bozarts
- 1970 : Faut-il se couper l'oreille ?
- 1973 : Zoopsie
- 1974 : La fougère et la rouille ou Collage 2
- 1976 : Puzzle
- 1979 : La Toile d'araignée 1
- 1979 : La Toile d'araignée 2
- 1979 : La Toile d'araignée 3
- 1979 : La Toile d'araignée 4
- 1982 : L'art du cinéma d'animation : ONF. No 2
- 1984 : Opéra zéro
- 1988 : L'homme de papier
- 1989 : La Toile blanche
- 1989 : Le Tableau noir
- 1991 : Les Iris
- 1995 : Blanc de mémoire
- 2007 : L'ombre fragile des choses

### Directeur de la photographie
- 1963 : La cité idéale (3e partie) - La ville et sa région
- 1963 : La cité idéale (4e partie) - Le cœur de la ville
- 1963 : La cité idéale (5e partie) - La ville est-elle habitable ?
- 1963 : La cité idéale (6e partie) - La ville et son avenir
- 1979 : La Toile d'araignée 1
- 1979 : La Toile d'araignée 2
- 1979 : La Toile d'araignée 3
- 1979 : La Toile d'araignée 4

### Scénariste
- 1964 : Au hasard du temps
- 1979 : La Toile d'araignée 1
- 1979 : La Toile d'araignée 2
- 1979 : La Toile d'araignée 3
- 1979 : La Toile d'araignée 4

### Producteur
- 1980 : Un Québécois retrouvé

## Récompenses et nominations

### Récompenses
- 1996 : Prix Albert-Tessier[1]
- 2000 : Prix du Gouverneur général en arts visuels et en arts médiatiques

## Annexe